# زنجیره راتاک

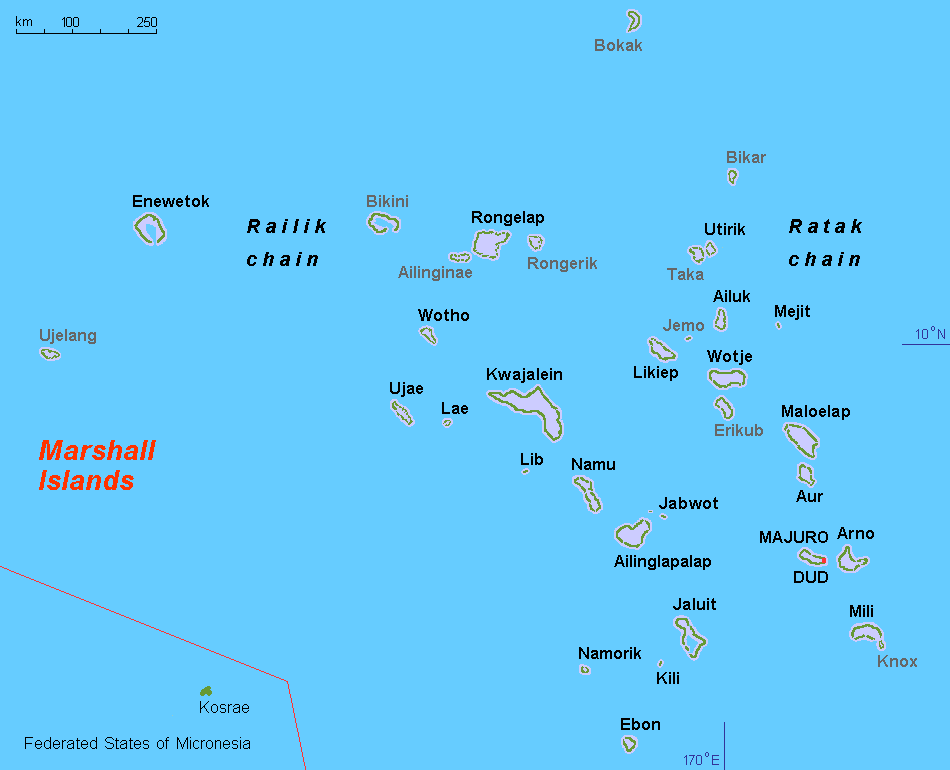

زنجیره راتاک (Ratak) یک زنجیره جزیره ای در کشور جزایر مارشال واقع شده‌است. جمعیت جزایر راتاک در سال ۱۹۹۹ بالغ بر ۳۰٬۹۲۵ تن بود.